# Espai de fases
En física i matemàtiques l'espai de fases és un espai matemàtic on es representen tots els possibles estats d'un sistema, de manera que cada un d'aquests possibles estats correspongui a un únic punt d'aquest espai. Cada eix d'aquest espai correspon a una variable o grau de llibertat del sistema. Cal no confondre el terme amb «diagrama de fases», que s'acostuma a reservar per a les representacions de les diverses fases d'un sistema termodinàmic.
L'espai de fases queda definit pel conjunt de variables que descriuen els graus de llibertat. Cada punt de l'espai correspon a un estat del sistema, i la seva evolució, en forma de trajectòria, dona una imatge gràfica del que està passant. La dimensió de l'espai de fases coincideix amb el nombre de graus de llibertat del sistema i, per tant, amb la seva dimensionalitat dinàmica.